# St. Martin (Zwettl)

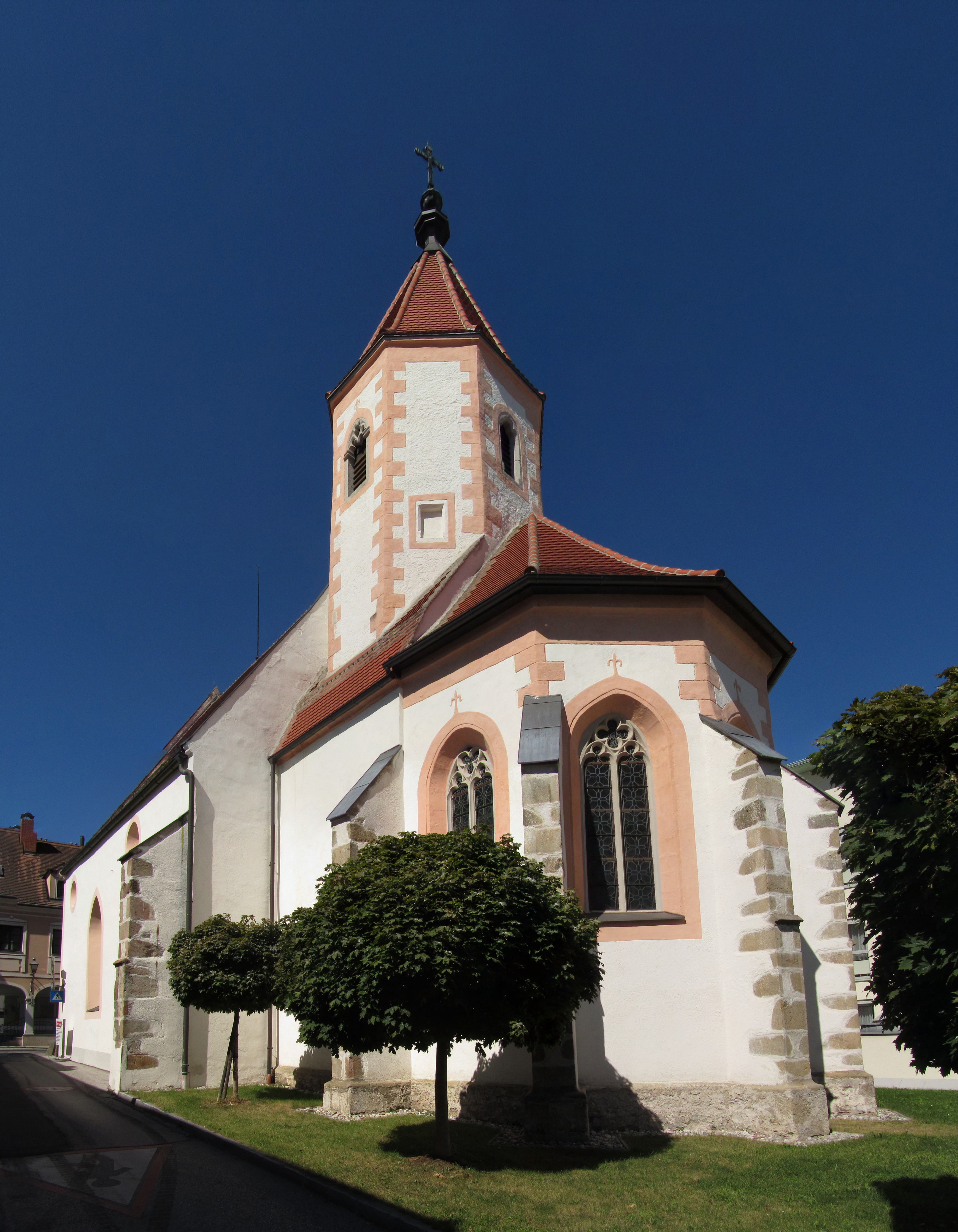
Bürgerspitalskirche hl. Martin in Zwettl

Die römisch-katholische Bürgerspitalskirche St. Martin in der niederösterreichischen Stadt Zwettl befindet sich an der Ecke Schulgasse/Klostergasse. Der gotische Bau aus den Jahren 1438–1448 ist gemeinsam mit dem dahinterliegenden Bürgerspitalsgebäude von einer Mauer umgeben. Sie ist der Nachfolgebau einer älteren Martinskapelle, die bei der Hussitenbelagerung 1427 zerstört worden war. Die Kirche gehört zur Pfarre Zwettl und steht unter Denkmalschutz (Listeneintrag). Im Spitalsgebäude ist heute das Seniorenzentrum St. Martin untergebracht, das von der seit 1295 bestehenden Zwettler Bürgerstiftung betrieben wird.

## Äußeres
Das Langhaus ist schlicht und hat ein steiles Satteldach. Durch ein spätgotisches Spitzbogenportal an der Westseite ist die Kirche zugänglich. Die Fassade an der Portalseite verfügt über ein Relief Anbetung des Sakramentes aus dem Jahr 1508. Der eingezogene, niedrige Chor hat einen Fünfachtelschluss, Strebepfeiler und Wasserschläge. An Chor und Langhaus sind spätgotische Spitzbogenfenster mit neugotischem Maßwerk zu sehen. Der achtseitige Chorturm hat gotische Dreipassfenster und wird von einem Pyramidenhelm bekrönt.

## Inneres
Das ursprünglich flachgedeckte Langhaus wurde 1603 zu einer dreischiffigen, vierjochigen Halle umgebaut und eingewölbt. Sein Kreuzgratgewölbe mit gotisierenden Stuckrippen ruht auf achtseitigen Pfeilern mit Kämpferkapitellen. Darunter erhebt sich auf Achtseitpfeilern eine dreibogige spätgotische Orgelempore mit Kreuzrippenunterwölbung. Der Triumphbogen ist spitzbogig. Der spätgotische Chor ist einjochig. Er verfügt über einen Fünfachtelschluss, ein Kreuzrippengewölbe mit Runddiensten und ein umlaufendes Kaffgesims. Zu den weiteren Merkmalen zählt eine spätgotische, quadratische Sessionsnische. Zur stichkappentonnengewölbten Sakristei führt ein spätgotisches, verstäbtes Portal mit beschlagener Schmiedeeisentür.

## Einrichtung
Der frühbarocke Hochaltar mit Knorpelwerkdekor stammt aus dem Jahr 1678. Am Altarbild ist die Hl. Dreifaltigkeit dargestellt. Das Oberbild, ein Werk des 19. Jahrhunderts, zeigt den hl. Martin. Die Seitenfiguren stellen die hll. Martin und Georg dar. Diese wurden um 1525 geschaffen. Am Aufsatz befinden sich Engelfiguren vom Ende des 17. Jahrhunderts. Zur weiteren Ausstattung zählen eine Orgel mit einem Gehäuse aus dem Jahr 1842, ein barockes Kruzifix aus der Zeit um 1700, das ehemalige Seitenaltarbild Anbetung der Könige aus der zweiten Hälfte des 17. Jahrhunderts sowie das Chorgestühl und der Sakristeischrank aus derselben Zeit. Mehrere Gegenstände hat die Kirche in Verwahrung. Darunter sind eine spätgotische Madonnenfigur aus der Zeit um 1525/1530 und ein gotisches Tafelbild von 1467 mit Minuskelinschrift und Stifterfiguren.